# Suleiman Kan
Suleiman Kan (también conocido como Solayman Kan o Sulaiman Kan) fue un títere chupánida para el trono del ilkanato durante el colapso de la autoridad central en Persia. Era bisnieto del tercer hijo de Ilkan Hulagu, Yoshmut.
Suleiman ascendió al trono alrededor de mayo de 1339 por Hasan Kucek. Luego se casó con Sati Beg, que anteriormente había sido la marioneta de Hasan Kucek. Suleiman estuvo presente en la batalla en Jaghatu contra los Yalayerís bajo Hasan Buzurg en junio de 1340; Las choupánidassalieron victoriosas. Alrededor de 1341, los Sarbadars, en un intento por fomentar una alianza con los Chupánidas, aceptaron a Hasan Kucek como su soberano, y también reconocieron a Suleiman como Ilkan.
En 1343, asesinaron a Hasan Kucek y se desató una rivalidad por la sucesión entre el hijo de Sati Beg, Surgan, Yagi Basti y Malek Asraf. Suleiman apeló a Hasan Buzurg para que interviniera. Cuando Malek Asraf derrotó a Surgan, este último huyó a Suleiman y Sati Beg; Los tres concluyeron entonces una alianza. Cuando los Yalayerís retiraron su apoyo, sin embargo, quedó claro que la victoria no era posible. Huyeron a Diyarbakir, donde se acuñaron monedas que representan a Suleiman hasta 1345.